# Producción cinematográfica back-to-back
El rodaje back-to-back es la práctica de rodar dos o más películas como una sola producción, reduciendo así costos y tiempo.
Las trilogías son comunes en la industria cinematográfica, particularmente en los géneros ciencia ficción, fantasía, acción, terror, suspenso y aventura. Las compañías productoras pueden optar, si la primera película es un éxito financiero, por dar luz verde a una segunda y una tercera película al mismo tiempo y filmarlas consecutivamente. En el caso de que una novela extensa se divida en varias entregas para su adaptación cinematográfica, esas entregas generalmente se filmarán consecutivamente.

## Justificación
En la cinematografía moderna, el empleo ahora se basa en proyectos, es transitorio y "se basa en una película, no en una empresa". Casi todos los participantes de la industria son freelancers, que pasan fácilmente de un proyecto a otro y no tienen mucha lealtad a ningún estudio en particular, siempre y cuando les paguen.
Esto difiere del antiguo sistema de estudios, una forma de producción en masa en la que un estudio poseía todos los medios de producción (es decir, activos físicos reutilizables como escenarios de sonido, vestuario, decorados y accesorios) y tenía un gran número de actores y personal en su nómina con contratos a largo plazo. En el sistema antiguo, "un productor tenía el compromiso de hacer entre seis y ocho películas al año con un personal bastante identificable". En el nuevo sistema que lo reemplazó después de 1955, la realización cinematográfica se convirtió en un "acuerdo de corto plazo película por película" en el que se esperaba que un productor reuniera un elenco y un equipo completamente nuevos para cada proyecto y alquilara los medios de producción a contratistas solo cuando fuera necesario.
La ventaja del sistema actual es que los estudios cinematográficos ya no tienen que molestarse ni en pagar a personas que no están involucradas en una producción cinematográfica en curso ni en dar luz verde a películas con mucha frecuencia para explotar eficientemente los costes irrecuperables en sus recursos humanos. Los estudios pasaron de poner énfasis en la "velocidad en la producción" a una "planificación previa al rodaje más cooperativa". Pero ahora, cuando quieren a una persona en particular para una película, esa persona puede no estar disponible porque ya está comprometida con otra película para otra compañía de producción para ese horario en particular. A su vez, para cada película, los estudios (y en última instancia sus inversores, accionistas o patrocinadores) terminan soportando enormes costes de transacción porque no solo tienen que conseguir a la persona adecuada al precio adecuado, sino también en el momento adecuado, y si no pueden conseguir a esa persona, tienen que luchar para encontrar un sustituto satisfactorio. Todos los directores y productores exitosos tienen ciertos miembros del elenco y del equipo favoritos con los que prefieren trabajar, pero eso no es de ninguna ayuda para el estudio si ese actor de personajes, diseñador de vestuario o compositor musical perfecto ya está completamente reservado. En comparación con el sistema anterior, los directores y las estrellas dedican una "mayor parte de su tiempo a negociar cada nuevo contrato cinematográfico".
Por lo tanto, si una película tiene éxito en taquilla y parece haber establecido una fórmula ganadora con un reparto, un equipo y una historia en particular, una forma de minimizar estos costos de transacción en las secuelas es volver a reunir a la mayor parte del equipo lo antes posible (antes de que alguien muera, se retire o se comprometa con otros posibles conflictos de programación) y contratarlos para una única producción que se editará, estrenará y promocionará como películas múltiples.
Rodar películas consecutivas también minimiza el problema de que los actores envejezcan visiblemente entre secuelas que no tienen intervalos de tiempo significativos escritos entre ellas. James Cameron se refirió a este problema como el "efecto Stranger Things —donde personajes que se supone que están en la escuela secundaria son interpretados por actores que parecen ser una década mayores— para explicar por qué filmó la segunda, tercera y parte de la cuarta película de la serie Avatar una tras otra.